# 川島海荷
川島 海荷（かわしま うみか、1994年〈平成6年〉3月3日 - ）は、日本の女優、歌手であり、9nineの元メンバー。本名同じ。
埼玉県新座市出身。元レプロエンタテインメント所属。
夫は競泳選手の中村克。

## 略歴
- 2005年9月、小学校6年生の時に渋谷でスカウトされ、レヴィプロダクションズ（現・レプロエンタテインメント）へ入所[5]。立川伊勢丹の広告が初仕事。
- 2006年7月、テレビドラマ『誰よりもママを愛す』で子役としてデビュー[5]。
- 2007年1月、アイドルグループ「9nine」に新メンバーとして加入。同年3月、9nineとしてCDデビュー。
- 2007年8月、『Life 天国で君に逢えたら』で映画初出演。
- 2008年10月、連続テレビドラマ『ブラッディ・マンディ』で主人公の妹役として出演。
- 2009年10月、『携帯彼氏』で映画初主演[5][6]。『国際ドラマフェスティバル in TOKYO 2009』の『東京ドラマアウォード』にてドラマ『アイシテル〜海容〜』で新人賞を受賞[6]。
- 2009年11月、『第88回全国高校サッカー選手権大会』の5代目応援マネージャーに就任。
- 2010年3月、所属事務所レプロエンタテインメント内「ネクストスター☆」から「アーティスト」へ移動。
- 2010年7月、主演映画『私の優しくない先輩』の主題歌「MajiでKoiする5秒前」を「Umika as Yamako」の名義で歌い、ソロ歌手デビュー。同映画では初のキスシーンを演じた[7]。
- 2011年1月、Friday Break枠『ヘブンズ・フラワー The Legend of ARCANA』で連続ドラマ初主演。
- 2012年、堀越高等学校を卒業し[8]、明治大学に進学[9]。
- 2015年、NHK大河ドラマ『花燃ゆ』で、長州藩高須家 高須久子の娘・糸 役を演じる[10]。
- 2016年3月、明治大学文学部を卒業。
- 2016年4月、同年7月をもって9nineを脱退し、女優業に専念することを明らかにした[11]。
- 2016年7月23日、中野サンプラザで開催された『9nine LIVE 2016「BEST 9 Tour」』のファイナル公演をもって9nineを脱退、9年半の音楽活動にピリオドを打った[12]。
- 2016年10月より、日本テレビ系情報番組『ZIP!』の総合司会に就任[13]。
- 2017年度の「看護の日・看護週間」PR大使に就任[14]。
- 2017年7月から9月放送のTVアニメ『ナナマル サンバツ』にヒロインの深見真理役として出演。『ZIP!』総合司会を川島と共に務める桝太一も出演しており、本番組で声優としての共演も果たしている。
- 2019年3月29日、『ZIP!』を卒業[15][16]。
- 2023年12月21日、18年間所属したレプロエンタテインメントとのマネジメント契約を終了したことを発表[17]。
- 2024年12月23日、競泳選手でリオデジャネイロ五輪・東京五輪代表の中村克と結婚したことを自身のSNSで発表した[2]。
- 2025年7月、出身地の新座市の観光親善大使に委嘱された[18]。

## 人物
- 「海荷（うみか）」という名前は、海が好きな父方の祖母の影響で父方の家族の女性全員の名前に付いているという「海」と、蓮の花を意味する「荷」を合わせ、「泥の中でも咲く蓮の花のような強い女の人になってほしい」との願いを込めて両親が名付けた[6]というものと「美しくきれいな心を持った子になるように」との願いを込めて父親が名付けたとするものがある[5]。
- 母親が看護師をしており、海荷が2017年度「看護の日」PR大使を務めることになった際にはその母が一番喜んでくれたという[19]。自身、女優をしていなければ看護師になっていたとも語っている[20]。
- 憧れの女優は宮崎あおいや新垣結衣、柴咲コウで、共演したい俳優は福山雅治である[5]。
- 映画『星守る犬』撮影時のエピソードを語った際、理想の相手は爽やかな人と語った[21]。西田敏行と共に同映画の舞台挨拶に立った際、父親とは仲が良いと語った[22]。
- 好きなアーティストはいきものがかりで[23]、出演したドラマ『華和家の四姉妹』の第4話では「じょいふる」をカラオケで歌うシーンが登場する[24]。
- 視力が悪く、仕事をする際はコンタクトレンズを使用している。
- 志田未来とは高校の同級生であり、親友である。Hey! Say! JUMPの山田涼介も高校の同級生である[25]。
- お金を貯めることが趣味で、将来は世界一周旅行がしたいと思っている[26]。

## 受賞歴
2023年
- 第16回日本シューズベストドレッサー賞 女性部門賞

## 出演

### テレビドラマ
- 誰よりもママを愛す（2006年7月2日 - 9月10日、TBS） - 真田知 役
- 役者魂!（2006年10月17日 - 12月26日、フジテレビ） - 福田桜子 役
- 医龍-Team Medical Dragon-2 第6話 - 第7話（2007年11月15日 - 22日、フジテレビ） - 高見香奈 役
- コード・ブルー -ドクターヘリ緊急救命- 第1話（2008年7月3日、フジテレビ） - 栗山美樹 役
- ブラッディ・マンデイ（TBS） - 高木遥 役
  - Season1（2008年10月11日 - 12月20日）
  - Season2（2010年1月23日 - 3月20日）
- キイナ〜不可能犯罪捜査官〜 第2話（2009年1月28日、日本テレビ） - 深田雪乃 役
- アイシテル〜海容〜（2009年4月15日 - 6月17日、日本テレビ） - 小沢美帆子 役[5]
- 大河ドラマ（NHK）
  - 天地人 第46話（2009年11月15日） - 千姫 役
  - 花燃ゆ（2015年） - 高須糸 役
  - いだてん〜東京オリムピック噺〜（2019年） - 大河原やす子 役
- 遠まわりの雨（2010年3月27日、日本テレビ） - 福本雪菜 役
- 怪物くん（2010年4月17日 - 6月12日、日本テレビ） - 市川ウタコ 役
  - もう帰って来たよ!! 怪物くん 全て新作SP（2010年6月26日）
  - 完全新作!! 怪物くんSP（2011年10月15日）
- 99年の愛〜JAPANESE AMERICANS〜（2010年11月3日 - 7日、TBS） - 平松さち（当時編） 役[注 1]
- ヘブンズ・フラワー The Legend of ARCANA（2011年1月14日 - 3月4日 / 8月29日 - 9月13日、TBS） - 主演・アイ 役
- 高校生レストラン（2011年5月7日 - 7月2日、日本テレビ） - 米本真衣 役
- 華和家の四姉妹（2011年7月10日 - 9月18日、TBS） - 華和うめ 役
- 花嫁（2012年1月2日、TBS） - 片倉洋子 役[注 2]
- あっこと僕らが生きた夏（2012年4月14日 - 21日、NHK） - 主演・大崎耀子 役
- パパドル!（2012年4月19日 - 6月28日、TBS） - 花村芽衣 役
- 好好!キョンシーガール〜東京電視台戦記〜（2012年10月12日 - 12月21日、テレビ東京） - 主演・川島海荷 役
- タンクトップファイター（2013年4月25日 - 6月20日、MBS） - 西木理久 役（友情出演）[28]
- ぴんとこな（2013年7月18日 - 9月19日、TBS） - 千葉あやめ 役
- SPEC〜零〜（2013年10月23日、TBS） - 上野真帆 役[29][30][31]
- 連続ドラマW 株価暴落（2014年10月19日 - 11月16日、WOWOW） - 東堂由希 役
- このミステリーがすごい!〜ベストセラー作家からの挑戦状〜 「カシオペアのエンドロール」（2014年12月29日、TBS） - 樫村愛菜 役[32]
- 連続ドラマW 荒地の恋（2016年1月9日 - 2月6日、WOWOW） - 北沢優有子 役[33]
- 福岡恋愛白書11 〜キミと見る景色〜（2016年3月26日、KBCテレビ） - 今村明菜 役
- 朝が来る（2016年6月5日 - 7月31日、東海テレビ・フジテレビ） - 片倉ひかり 役 [34][35]
- ハートロス 〜虹にふれたい女たち〜（2016年10月2日、CBCテレビ ほか） - 深谷佑子 役[36]
- 歴史秘話ヒストリア（2016年9月16日、NHK総合）番組内再現ドラマ - 石川啄木の妻 節子役
- バイプレイヤーズ 〜もしも6人の名脇役がシェアハウスで暮らしたら〜　第9話（2017年3月11日、テレビ東京） - 川島海荷似の鬼屋敷の娘 役
- 金曜ロードSHOW!特別ドラマ企画 北風と太陽の法廷（2017年3月17日、日本テレビ） - 原響子 役
- 琥珀（2017年9月15日、テレビ東京）[37]
- GIVER 復讐の贈与者 第4話（2018年8月3日、テレビ東京） - 結衣子 役
- ドロ刑 -警視庁捜査三課- 第6話（2018年11月17日、日本テレビ） - 幸恵 役
- プリティが多すぎる 第8話（2018年12月7日、日本テレビ） - 珠里 役
- イノセンス 冤罪弁護士 第7話（2019年3月2日、日本テレビ） - 乗鞍満里奈 役[38]
- ベビーシッター・ギン! 第8話（2019年8月18日、NHK BSプレミアム） - 笹木綾子 役
- 僕らは恋がヘタすぎる（2020年10月25日 -12月6日 、朝日放送テレビ） - 主演・藤原花 役（白洲迅とのダブル主演）[39]
- IP〜サイバー捜査班 第2話（2021年7月8日、テレビ朝日） - 奥村麻衣 / 舞菊（芸妓） 役
- ドラマ「家、ついて行ってイイですか?」 第4話（2021年8月14日、テレビ東京） - 中尾ちはる 役[40]
- 京都スペシャル「ストレス・リレー」（2021年11月26日、NHK総合〈京都府域放送[41]〉） - ルーシー 役[42]
- liar（2022年2月16日 - 4月6日、MBS・TBS） - 田所裕子 役[43]
- WOWOWオリジナルドラマ ワンナイト・モーニング 第6話「カップラーメン」（2022年8月、WOWOW） - 小野寺小麦 役[44]
- 何かおかしい 2 第3話（2023年4月19日[注 3]、テレビ東京）- ヒカリ 役[45][注 4]
- 君しか見えないよ（2023年7月9日、BS松竹東急） - 主演[46]
- 松本清張ドラマスペシャル 第二夜「ガラスの城」（2024年1月4日、テレビ朝日） - 橋本啓子 役[47]
- 青島くんはいじわる 第1話（2024年7月6日、テレビ朝日） - 麻子 役[48]
- Qros(キュロス)の女 スクープという名の狂気（2024年10月7日 - 12月9日、テレビ東京） - 遠藤亜矢 役[49]
- 離婚弁護士 スパイダー Season2 〜偽りと裏切り編〜 第1話 - 第3話（2025年2月8日 - 22日〈予定〉、日本テレビ） - 北島萌 役[50]

### ネットドラマ
- 世界の終わりに咲く花（2010年9月20日 - 11月23日、BeeTV） - 主演・藤野咲希 役（中村蒼とのダブル主演）
- FHIT MUSIC♪ ～倉木麻衣～（2019年3月8日配信開始、dTV） - 主演 - 凪子 役
- インスタントループ（2024年10月23日配信開始、BUMP） - 主演 - 優子 役[51]

### テレビアニメ
- STAR DRIVER 輝きのタクト 第16話（2011年1月23日、MBS） - オカダ・ハナ 役
- ナナマル サンバツ（2017年7月 - 、日本テレビ） - 深見真理 役[52]

### ドキュメンタリー番組
- 池上彰の報道特番 「池上彰の世界を見に行く!」（2010年12月5日、テレビ東京）
- 生命のチカラ 日本の天然杉〜佐渡・忘れられた森の物語〜（2013年1月19日、新潟放送）[注 5]
- 独りで死ぬということ〜孤立街の見守り僧侶〜（2013年2月9日、テレビ東京） - ナレーション
- 東北発☆未来塾（2013年10月3日 - 2015年3月30日、NHK Eテレ） - ナレーション
- 国枝慎吾・上地結衣 それぞれの世界挑戦2017（2017年1月1日、WOWOW） - ナレーション
- 夢遺産〜リーダーの夢の先〜（2017年10月2日 - 2019年9月30日、テレビ東京） - ナレーション
- 国枝慎吾・上地結衣 それぞれの世界挑戦2018（2018年1月6日、WOWOW） - ナレーション

### その他のテレビ番組
- 自然が奏でる交響曲 地球オーケストラ この惑星の美しい音を探す大紀行（2010年2月14日、日本テレビ） - 司会[注 6]
- 第18回家族で選ぶにっぽんの歌（2012年3月20日、NHK） - 司会[注 7]
- 東京上級デート2 #13 神楽坂に棲む虎（2014年6月26日、テレビ朝日）
- 七人のコント侍 第10期（2015年6月12日 - 8月7日、NHK BSプレミアム）
- テレビで中国語（2016年4月 - 2017年3月、NHK Eテレ） - レギュラー [53]
- 夕ぎりゲーム学園（2016年4月4日 - 6月27日、テレビ東京） - MC
- ZIP!（2016年10月3日 - 2019年3月29日、日本テレビ） - 3代目総合司会 [13][15][16]
- アイ・アム・冒険少年（2014年4月23日 - 2015年3月25日・2020年5月25日 - 2023年7月24日、TBS） - MC[54]
- 福岡 Ramen with me（2020年12月3日、九州朝日放送とYoutubeのコラボ） - 「土竜が俺を呼んでいる」でラーメンを食べるだけの番組[55]

### ラジオ
- 川島海荷のUMICAFE（JFNC制作、2013年4月 - 2015年3月）
- 川島海荷のHave a nice Trip（ニッポン放送、2016年9月27日 - 2018年9月27日）

### オーディオドラマ
- 旦那デスチャット（2021年12月27日 - 、AuDee / 2022年1月7日 - 、NUMA） - 寺田桃子 役[56]

### 映画
- Life 天国で君に逢えたら（2007年8月25日、東宝） - 飯島小夏 役
- 携帯彼氏（2009年10月24日、GONZO / シナジー） - 上野里美 役[57]
- 私の優しくない先輩（2010年7月17日、ファントム・フィルム） - 西表耶麻子 役
- 星守る犬（2011年6月11日、東宝） - 川村有希 役
- 映画 怪物くん（2011年11月26日、東宝） - 市川ウタコ / ピラリ姫 役
- ヤウンペを探せ!（2020年11月20日、吉本興業） - 絶世の美女 役

### 短編映画
- ソラノネ（2014年） - 主演・関谷雪子[注 8][58]

### 劇場アニメ
- ガフールの伝説（2010年10月1日、ワーナ・ブラザース映画） - ジルフィー（吹替） 役
- モンスター・ホテル（2012年9月29日、ソニー・ピクチャーズ エンタテインメント） - メイヴィス （吹替） 役[59]
- 劇場版 HUNTER×HUNTER 緋色の幻影（2013年1月12日、東宝） - パイロ（声） 役[60]
- スタードライバー THE MOVIE（2013年2月9日、アニプレックス / 松竹） - オカダ・ハナ（声） 役
- モンスター・ホテル2（2016年2月20日、ソニー・ピクチャーズ エンタテインメント） - メイヴィス （吹替） 役
- モンスター・ホテル クルーズ船の恋は危険がいっぱい?!（2018年10月19日、ソニー・ピクチャーズ エンタテインメント） - メイヴィス （吹替） 役[61]
- モンスター・ホテル 変身ビームで大パニック!（2022年1月14日、ソニー・ピクチャーズ エンタテインメント） - メイヴィス （吹替） 役

### 舞台
- 高校中パニック!小激突!!（2013年11月24日 - 2014年1月26日、PARCO劇場 / 地方） - 地下之チカ 役[注 9][62][63][64]
- あたらしいエクスプロージョン（2017年3月3日 - 21日、浅草九劇こけら落とし公演）[65]
- COCOON PRODUCTION 2020 DISCOVER WORLD THEATRE vol.8「アンナ・カレーニナ」（2020年8月7日 - 9月3日 Bunkamura シアターコクーン / 9月10日 - 13日 京都劇場）※COVID-19感染状況ならびに予防対策のため全公演中止[66]
- PINT（2020年12月3日 - 6日、浅草九劇）
- ぼくの名前はズッキーニ（2021年2月28日 - 3月14日、よみうり大手町ホール） - ヒロイン・カミーユ 役[67]
- PARCO PRODUCE「ブライトン・ビーチ回顧録」（2021年9月18日 - 10月3日、東京芸術劇場 プレイハウス / 10月7日 - 13日、京都劇場）
- こどもの一生（2022年4月3日 - 28日、東京芸術劇場 プレイハウス他）※4月23日から28日までの東京公演は新型コロナウイルスの影響で中止、宮城公演は、2022年3月16日に発生した地震の影響で中止
- きっとこれもリハーサル（2022年9月29日 - 10月13日、新国立劇場 小劇場 / 10月22日、COOL JAPAN PARK OSAKA TTホール） - 太田泉美 役[68]
- 舞台「キングダム」（2023年2月5日 - 27日、帝国劇場） - 河了貂 役（Wキャスト）[69]
- 舞台「君しか見えないよ」（2023年6月1日 - 11日、浅草九劇） - 主演[46]
- イノセント・ピープル〜原爆を作った男たちの65年〜（2024年3月16日 - 24日、東京芸術劇場 シアターウエスト）[70]
- 明日を落としても（2025年10月11日 - 16日〈予定〉、兵庫県立芸術文化センター 阪急中ホール / 10月22日 - 27日〈予定〉、EX THEATER ROPPONGI）[71]

### ミュージック・ビデオ
- the GazettE 「体温」（2006年2月8日）
- LOONIE 「春ウララ ルララ」（2006年3月8日）
- 新垣結衣 「うつし絵」（2009年5月27日）
- ROCK'A'TRENCH 「言葉をきいて」（2010年6月23日）[注 10]

### CM
- 花王 エコナドレッシングソース（2006年）
- バンダイ ふしぎ星の☆ふたご姫（2006年）
- NTTコムウェア 企業（2007年）
- 中央酪農会議 牛乳に相談だ。（2007年）
- カルピス カルピスウォーター（2009年 - 2011年）[5]
- NTT東日本 フレッツ光（2009年 - 2010年）[72]
- クノール食品 クノールカップスープ（2009年 - 2010年）[73]
- はるやま商事 紳士服はるやま（2010年）[74]
- 資生堂 SEA BREEZE（2010年 - 2012年）[75]
- 江崎グリコ
  - プリッツ （2010年 - 2012年）[76]
  - 企業 日本縦断グリコワゴン（2011年7月20日 - ）
- サーモス 5-15C°PROJECT（2012年3月 - ）
- 武田薬品工業 アリナミンゼロ7（2012年6月 - ）[77]
- AC JAPAN 支援キャンペーン 骨髄移植推進財団 「18歳からできること」（2012年7月 - ）
- 株式会社ユーグレナ（2016年5月14日 - ）[78]
- 柳屋本店 あんず油（2015年1月 - ）[79]
- リクルートキャリア「リクナビ2018」（2017年2月 - ）[80]
- 日本マクドナルド「Mc Cafe（マックカフェ）」期間限定コーヒー無料

### 広告
- 立川伊勢丹 5周年記念プロモーション「立川のくらし」（2006年）
- 消防試験研究センター 広報ポスター（2010年）
- SEA BREEZE イメージキャラクター（2010年 - 2012年）
- 奈良県警察 警察官募集ポスター（2011年）
- 鈴乃屋 ふりそでイメージキャラクター（2012年）[81]
- K-SWISS ブランドアイコン 「it girl」（2012年）[82]
- 警視庁 110番イメージキャラクター（2013年）[83][84]
- 野村證券 NISA普及キャンペーン 「NISAの村」PR大使（2014年）[85]

### その他
- J:COM presents エヴァンゲリオン×美少女写真展-Girls Collection of EVANGELION-（2012年）
- J-CREWプロジェクト〜やっぱり海が好き〜 応援動画（2012年）
- Hello!フォト☆ラバーズ〜ミル・トル・アルク〜（2012年11月1日 - 8日、BS朝日）[注 11]

## 作品

### シングル
Umika as Yamako
- MajiでKoiする5秒前（2010年7月14日）

時任三郎
- 君の帰る場所（2007年） - コーラス参加。

### 映像作品
- Holo Holo（2008年12月26日、角川エンタテインメント）
- Chu!ら海荷（2010年11月24日、Liverpool）
- umikaze（2012年3月28日、リバプール）

## 書籍

### 写真集
- NU（2007年10月、近代映画社、撮影：小池伸一郎） - ISBN 978-4-7648-2156-9。
- 青のコリドー（2008年12月12日、集英社、撮影：熊谷貫） - ISBN 978-4-08-780509-3。
- from Umi（2010年2月5日、集英社、撮影：渡辺達生） - ISBN 978-4-08-780554-3。
  - 撮影は2009年11月、グアム島で行われた[72]。
- 海風-umikaze- (小学館ビジュアルムック)（2012年3月28日、小学館） - ISBN 978-4-09-103226-3。
- うみコレ。（2012年9月30日、東京ニュース通信社） - ISBN 978-4-86336-265-9。
- 海荷二十歳（2014年3月21日、講談社） - ISBN 978-4-06-218735-0。
- 月刊 川島海荷(仮)（2019年4月17日）[86]

### 雑誌連載
- TV station 「うみかstation」（2009年15号 - 2011年26号、ダイヤモンド社）
- B.L.T.「Moments...」（2010年5月号 - 2013年4月号、東京ニュース通信社）